# ヴァルトルタ
ヴァルトルタ（伊: Valtorta  ( 音声ファイル)）は、イタリア共和国ロンバルディア州ベルガモ県にある人口約300人の基礎自治体（コムーネ）。

## 地理

### 位置・広がり
ベルガモ県北西部、ヴァル・ブレンバーナのコムーネ。レッコから北東へ17km、県都ベルガモから北北西へ33km、州都ミラノから北北東へ63kmの距離にある。

#### 隣接コムーネ
隣接するコムーネは以下の通り。括弧内のLCはレッコ県、SOはソンドリオ県所属を示す。
- バルツィオ (LC)
- カッシーリオ
- ジェローラ・アルタ (SO)
- イントロービオ (LC)
- オルニーカ
- ヴェデゼータ

### 地震分類
イタリアの地震リスク階級 (it) では、3 に分類される。

## 行政

### 山岳部共同体
広域行政組織である山岳部共同体「ヴァッレ・ブレンバーナ山岳部共同体」  (it:Comunità montana della Valle Brembana)  （事務所所在地：ピアッツァ・ブレンバーナ）を構成するコムーネである。

## 行政

### 分離集落
ヴァルトルタには、以下の分離集落（フラツィオーネ）がある。
- Rava, Fornonuovo, Grasso, Cantello, Costa, Scaletto, Piani, Ceresola